# Sistema Brasileiro de Classificação de Solos
O Sistema Brasileiro de Classificação de Solos (SiBCS) é o sistema oficial de classificação de solos do Brasil, que se propõe a ser um sistema hierárquico de classificação e consolidar a sistematização taxonômica que expresse o conhecimento para a discriminação de classes de solos identificadas no País. Onde atualmente os solos agrupados em 13 ordens de solo.

## Ordens de Solos
```
Argissolo
  
Cambissolo
  
Chernossolo
  
Espodossolo
  
Gleissolo
  
Latossolo
  
Luvissolo
  
Neossolo
  
Nitossolo
  
Organossolo
  
Planossolo
  
Plintossolo
  
Vertissolo
```

## Descrição
O SiBCS é conhecido como um sistema de classificação de abrangência nacional sob a responsabilidade da comunidade de Ciência do Solo do país, composta por um Comitê-Executivo Nacional assessorado por colaboradores regionais e núcleos locais de discussão das áreas de gênese, morfologia e classificação de solos. É coordenado pela Embrapa Solos e com parcerias com instituições de ensino e pesquisa. O SiBCS é um sistema hierárquico, multicategórico e aberto, o que permite a inclusão  de novas classes e remoção de classes antigas, tornando possível a classificação de todos os solos do território nacional
Os pontos de referência iniciais para a 1ª e a 2ª edições foram a 3ª aproximação do Sistema (Camargo et al., 1988a) e as seguintes publicações: Mapa mundial de suelos (FAO, 1990), Référentiel pédologique français e Référentiel pédologique (Association Française pour L’Étude du Sol, 1990, 1995), Keys to soil taxonomy (Estados Unidos, 1994, 1998, 2006, 2010) e World reference base for soil resources (FAO, 1994, 1998, 2006).

## Divisão
Essas classes são divididas em seis níveis categóricos, sendo eles:
1. Ordem
2. Subordem
3. Grande Grupo
4. Subgrupo
5. Família
6. Série

## Etimologia
Etimologia dos termos utilizados no 1º nível categórico do SiBCS (ordens) e principais características associadas.
| Nomenclatura | Etimologia | Caracteristica Associada |
| ------------ | --- | --- |
| ARGISSOLOS   | Do latim "argilla", conotando solos com processo de acúmulo de argila illuvial ou não.                                                                                   | Horizonte B textural; argila de baixa atividade (Tb); ou argila de alta atividade (Ta) conjugada baixa saturação de bases e/ou caráter alítico. |
| CAMBISSOLOS  | Do latim "cambiare", trocar; conotativo de solos em formação (transformação).                                                                                            | Horizonte B incipiente |
| CHERNOSSOLOS | Do russo "cher", negro; conotativo dos solos ricos em matéria orgânica e coloração escura.                                                                               | Horizonte A chernozêmico; coloração escura e elevada saturação por bases no horizonte B textural ou B incipiente                                |
| ESPODOSSOLOS | Do grego "spodos" cinza vegetal, solos com horizontes subsuperficial com acúmulo de materiais orgânicos associados à presença de Al e/ou Fe.                             | Horizonte B espódico |
| GLEISSOLOS   | Do russo "gley" , massa de solo pastosa; conotativo de excesso de água.                                                                                                  | Horizonte glei; cor acinzentada; feições redoximórficas                                                                                         |
| LATOSSOLOS   | Do latim "lat", material altamente alterado; conotativo de elevado teores de óxidos de Al e/ou Fe.                                                                       | Horizonte B latossólico |
| LUVISSOLO    | Do latim "luere", lavar, conotativo do acúmulo de argila nos horizontes subsuperficiais.                                                                                 | Horizonte B textural, saturado com bases e acúmulo de argila de alta atividade (Ta).                                                            |
| NEOSSOLOS    | Do grego "neos", novo, jovem. Conotativo de solos em início de formação ou pouco desenvolvidos.                                                                          | Pouco desenvolvimento, sem horizonte diagnóstico de subsuperfície.                                                                              |
| NITOSSOLOS   | Do latim "nitidus", brilhante; conotativo de superfícies brilhantes nas unidades esturturais (cerosidade).                                                               | Horizonte B nítico |
| ORGANOSSOLOS | Do grego "organikós", pertinente ou próprio dos compostos de Carbono. Conotativo de solos com maior expressão do carbono orgânico.                                       | Horizonte hístico (H ou O) |
| PLANOSSOLOS  | Do latim "planus", plano, horizontal; conotativo de solos desenvolvidos sob a influência de encharcamento superficial estaciona (lençol suspenso devido ao relevo plano) | Horizonte B plânico |
| PLINTOSSOLOS | Do grego "plinthos", tijolo; conotativo de material argiloso colorido (vermelho e/ou amarelo) que endurecem irreversivelmente quando secos.                              | Horizonte plíntico |
| VERTISSOLOS  | Do latim "vertere", virar/inverter; conotativo do movimento do material de solo na superfície até subsuperfície do solo (expansão e contração)                           | Horizonte vértico |

## Horizontes Diagnósticos
Horizontes diagnósticos remetem-se à camadas aproximadamente perpendiculares à superfície do solo, existentes no pedon, que exibem uma identidade típica, dada por atributos como textura (areia, silte e argila), mineralogia, espessura, coloração e matéria orgânica. Este atributo é um dos fatores usados na classificação de solos pelo Sistema Brasileiro de Classificação de Solos.

### Horizontes Superficiais
Equivale aos epipedons da Taxonomia de Solos dos Estados Unidos.
1. Horizonte Hístico (ver em Organossolo)
2. Horizonte A Chernozêmico
3. Horizonte A Húmico
4. Horizonte A Proeminente
5. Horizonte A Antrópico
6. Horizonte A Fraco
7. Horizonte A Moderado

### Horizontes Subsuperficiais
1. Horizonte B Textural (Bt)
2. Horizonte B Latossólico (Bw) (ver em Latossolo)
3. Horizonte B Inicipiente (Bi)
4. Horizonte B Nítico (Bn)
5. Horizonte B Espódico (ver em Espodossolo)
6. Horizonte B Plânico (ver em Planossolo)
7. Horizonte E Álbico
8. Horizonte Plíntico (ver em Plintossolo)
9. Horizonte Concrecinário (ver em Plintossolo)
10. Horizonte Litoplíntico (ver em Plintossolo)
11. Horizonte Glei (ver em Gleissolo)
12. Horizonte Cálcico
13. Horizonte Petrocálcico
14. Horizonte Sulfúrico
15. Horizonte Vértico (ver em Vertissolo)
16. Horizonte Fragipã
17. Horizonte Duripã

## Índice Ki
O índice Ki foi originalmente proposto por Harrassovitz para indicar a relação molar SiO2/Al2O3 da seguinte forma: 
{\displaystyle Ki={\frac {SiO_{2}}{Al_{2}O_{3}}}*1,7}
Devido ao fato do índice Ki da caulinita corresponder a 2,0, esse valor foi estabelecido como referencial. Solos muito intemperizados foram sujeitados à perda de sílica, por essa razão seu Ki < 2,0; enquanto solos pouco intemperizados contém mais sílica no sistema, assim seu Ki > 2,0. 

No Brasil, é um dos referenciais empregados na definição de horizonte B latossólico (cujo Ki < 2,2).

## Graus de estrutura
Estão relacionados às condições de coesão dentro e fora dos agregados (percentual de agregação das partículas). São avaliados no campo (in loco), observando-se conjuntamente tanto a maior ou menor facilidade de separação das unidades estruturais seguindo suas superfícies de fraqueza, quanto a quantidade percentual de agregados na massa do solo; sendo definidas as seguintes classes de estrutura:
1. Sem agregação
Agregados não discerníveis.
2. Fraco 
Agregados pouco nítidos (difícil separação) e com proporção inferior a de material não agregado. Exemplo: alguns horizontes B incipientes e alguns horizontes B texturais de textura média.
3. Moderado
Nitidez intermediária com quantidade percentual equivalente de unidades estruturais (agregados) e material não agregado. As unidades estruturais são bem evidentes in situ.
4. Forte
Agregação nítida, com separação fácil dos agregados e praticamente inexistência de material não-agregado. Exemplo: Estrutura tipo “pó de café” (granular pequena) do horizonte B de Latossolos Vermelhos distroférricos e eutroférricos (Latossolos Roxos); e estrutura tipo “grãos de milho” (granular média) de Nitossolos Vermelhos (Terras Roxas Estruturadas).
A estabilidade dos agregados do solos (também denominados peds) é resultado da aproximação e cimentação das partículas do solo, processos esses regulados por diversas substâncias de natureza mineral ou biológica, através de mecanismos físicos, químicos e biológicos. À curto prazo, a agregação do solo é mais influenciada pela natureza dos constituintes orgânicos do que pela matéria orgânica per si.